# Torysa, Slovacia
Torysa este o comună slovacă, aflată în districtul Sabinov din regiunea Prešov. Localitatea se află la altitudinea de 420 m deasupra n.m., se întinde pe o suprafață de 10,57 km2 și în 2017 număra 1.544 de locuitori.

## Istoric
Localitatea Torysa este atestată documentar din 1265.

## Demografie
| An:                | 1994 | 2004    | 2014   | 2024   |
| ------------------ | ---- | ------- | ------ | ------ |
| Număr de persoane: | 1319 | 1470    | 1522   | 1653   |
| Diferență:         |      | +11,44% | +3,53% | +8,60% |

| An:                | 2023 | 2024   |
| ------------------ | ---- | ------ |
| Număr de persoane: | 1639 | 1653   |
| Diferență:         |      | +0,85% |